# Acer trilobatum
Acer trilobatum é uma espécie de árvore do gênero Acer, pertencente à família Aceraceae.